# Megalomyrmex reina
Megalomyrmex reina (лат.) — вид муравьёв рода Megalomyrmex из подсемейства мирмицины (Myrmicinae, Solenopsidini). Центральная Америка: Коста-Рика.

## Описание
Мелкие муравьи (около 5 мм) красновато-коричневые цвета, гладкие и блестящие. Ширина головы самок (HW) 0,83—0,85 мм, длина головы (HL) 0,87 мм, длина скапуса усика (SL) 0,92—0,93 мм.
Усики рабочих 12-члениковые с булавой из 3 сегментов. Формула нижнечелюстных и нижнегубных щупиков самок 3,2. Жвалы с несколькими зубцами (около 6). Жало развито. Стебелёк между грудкой и брюшком состоит из двух члеников: петиоля и постпетиоля. Заднегрудка без проподеальных зубцов. На нижней стороне постпетиоля развит длинный зубец.
Биология M. reina не исследована, но так как рабочих муравьёв не удалось обнаружить (несмотря на интенсивные поиски, включая расстановку ловушек Винклера), то предположительно они были утрачены в ходе приспособления к паразитическому образу жизни. Некоторые другие виды рода Megalomyrmex известны как специализированные социальные паразиты муравьёв-листорезов Attini, в гнёздах которых обитают и питаются в грибных садах вида-хозяина. Например, вид Megalomyrmex mondaboroides ассоциирован с грибководами рода Trachymyrmex (C. costatus Mann) и Apterostigma (A. goniodes Lattke), а M. symmetochus ассоциирован с грибководами рода Sericomyrmex. Вид был впервые описан в 2010 году американским мирмекологом Джоном Лонгино (англ. John T. Longino; The Evergreen State College, Олимпия, штат Вашингтон), а его валидный статус подтверждён в ходе ревизии в 2013 году американскими мирмекологами Брендоном Будино (Brendon E. Boudinot), Теодором Самнихтом (Theodore P. Sumnicht; University of Utah, Солт-Лейк-Сити, Юта, США) и Рашель Адамс (Rachelle M. M. Adams; Department of Entomology Smithsonian Institution, Вашингтон, США). Таксон включён в видовую группу Megalomyrmex silvestrii-group вместе с видами M. fungiraptor, M. mondabora, M. adamsae, M. mondaboroides, M. nocarina, M. silvestrii, M. symmetochus, M. wettereri.